# Chaetosargus hirticornis
Chaetosargus hirticornis är en tvåvingeart som först beskrevs av Christian Rudolph Wilhelm Wiedemann 1830.  Chaetosargus hirticornis ingår i släktet Chaetosargus och familjen vapenflugor. Inga underarter finns listade i Catalogue of Life.